# Публій Корнелій Лентул (претор 214 року до н. е.)
Публій Корнелій Лентул (лат. Publius Cornelius Lentulus, 248 до н. е. —після 189 до н. е.) — політичний та військовий діяч Римської республіки.

## Життєпис
Походив з патриціанського роду Корнеліїв Лентулів. Син Публія Лентула Кавдіна, консула 236 року до н. е.
У 214 році до н. е. обіймав посаду претора. Того ж року призначений сенатом керувати Сицилією, де командував сухопутною армією. У 213–212 роках до н. е. повноваження Лентула були продовжені. У 212 р. він дозволив своїм легіонерам, засланим до Сицилії після розгрому під Каннами, звернутися до проконсула Марцелла з проханням щодо пом'якшення покарання.
У 201 році до н. е. в Сенаті виступав проти миру з Карфагеном і за продовження війни до його повного знищення супротивника. У 189 році до н. е. входив до складу посольства до сирійського царя Антіоха III Селевкида. Подальша доля невідома.